# Dominikowo
Dominikowo (niem. Mienken) – wieś sołecka w Polsce położona w województwie zachodniopomorskim, w powiecie choszczeńskim, w gminie Drawno. W latach 1975–1998 miejscowość administracyjnie należała do województwa gorzowskiego. W roku 2007 wieś liczyła 243 mieszkańców. 

## Geografia
Wieś leży ok. 6 km na południowy wschód od Drawna, nad rzeką Słopicą, między dwoma jeziorami: (Dominikowo Małe) oraz jeziorem Dominikowskim.
Osady wchodzące w skład sołectwa: Brodźce, Gładysz.

## Zabytki
Do wojewódzkiego rejestru zabytków wpisany jest:
- kościół ewangelicki, obecnie pod wezwaniem Wniebowzięcia NMP z końca XVI wieku, wieża szachulcowa z około 1630 roku. Kościół filialny, rzymskokatolicki należący do parafii pw. Najświętszego Serca Pana Jezusa w Barnimiu, dekanatu Drawno, archidiecezji szczecińsko-kamieńskiej, metropolii szczecińsko-kamieńskiej.

inne zabytki:
- drewniana dzwonnica, znajdująca się obok kościoła
- cmentarz ze starą kaplicą i kilkoma niemieckimi grobami[potrzebny przypis].